# Мінато (Нагоя)
Райо́н Міна́то (яп. 港区, みなとく, МФА: [mʲinato ku̥]) — район міста Наґоя префектури Айті в Японії.  Площа становить 45,69 км². Станом на 1 серпня 2011 року населення складало 148 245  осіб, густота населення — 3240 осіб/км².